# Tanquana prismatica
Tanquana prismatica är en isörtsväxtart som först beskrevs av Hermann Wilhelm Rudolf Marloth, och fick sitt nu gällande namn av H. Hartmann och S. Liede. Tanquana prismatica ingår i släktet Tanquana och familjen isörtsväxter. Inga underarter finns listade i Catalogue of Life.

## Bildgalleri

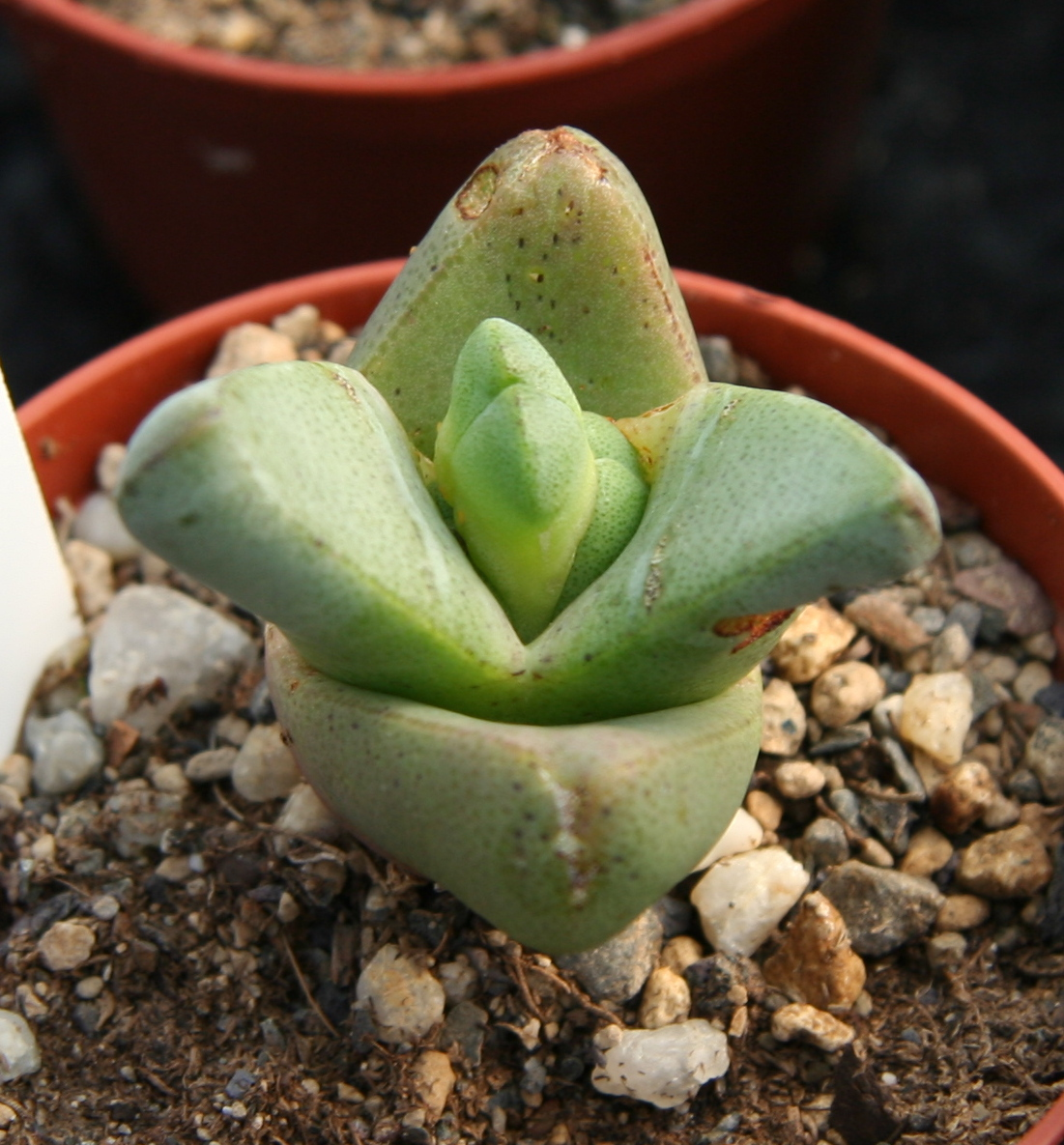
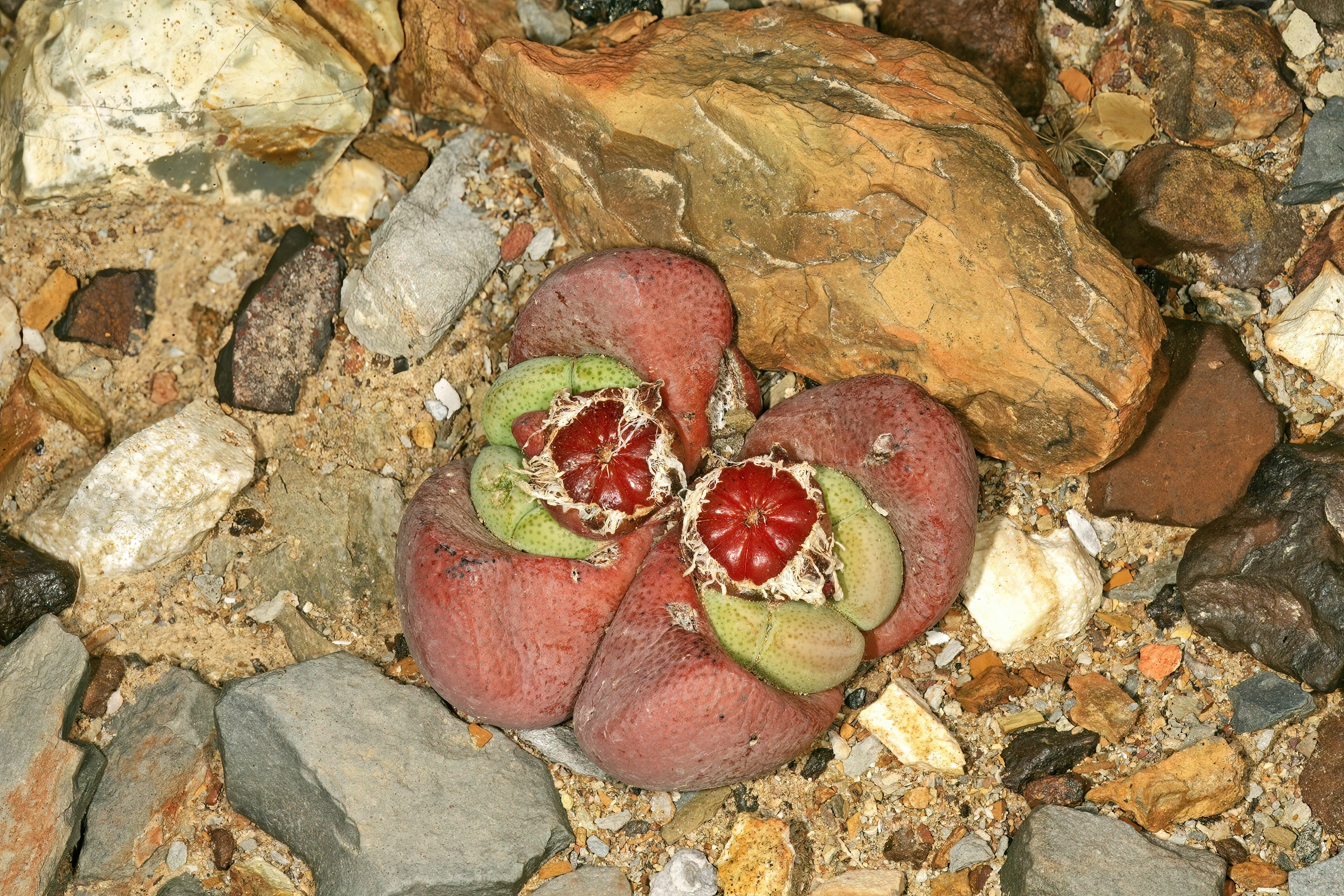
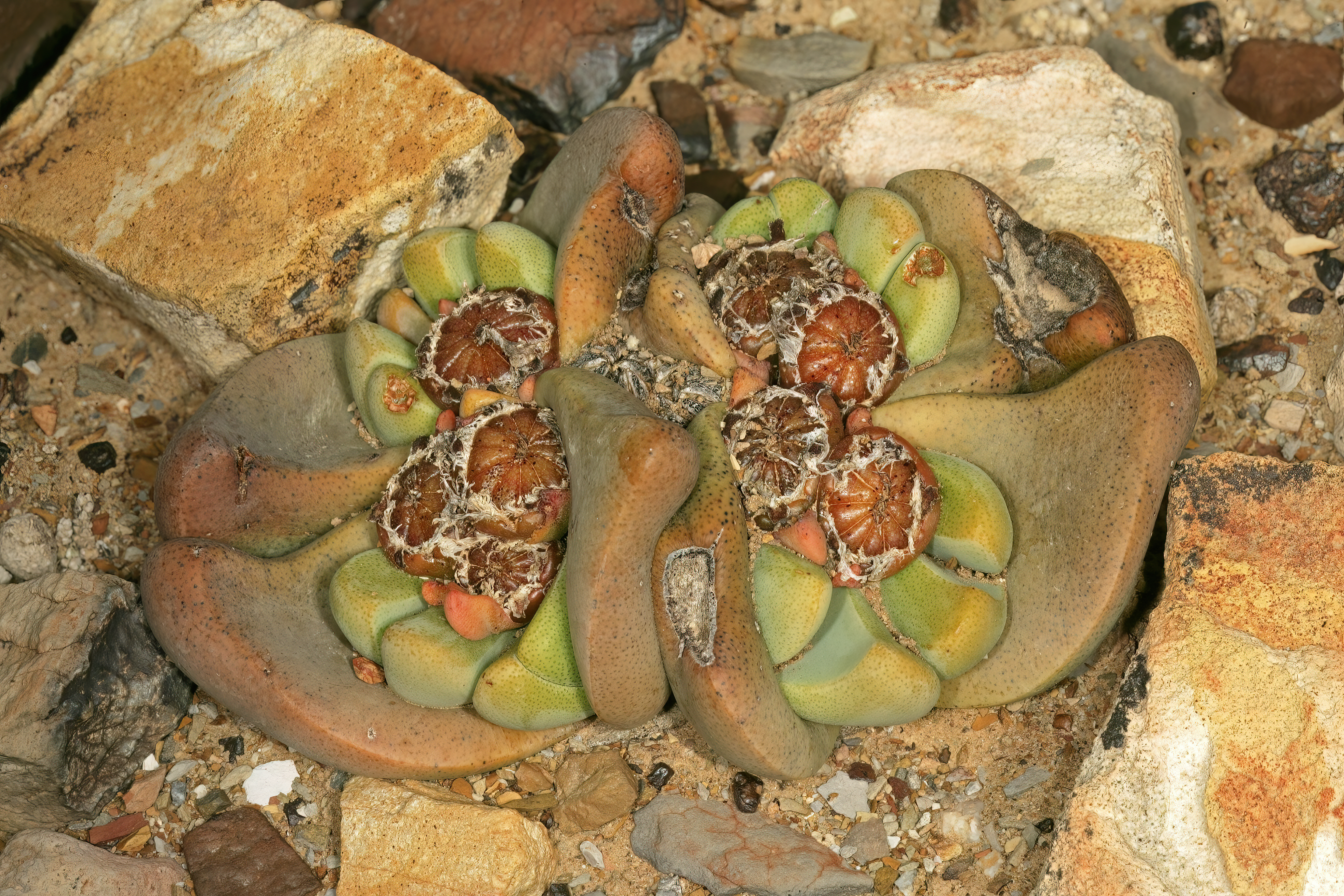